# Ekrem Öztürk
Ekrem Öztürk (1997. február 11. –) török kötöttfogású birkózó. A 2018-as birkózó-világbajnokságon a bronzérmet nyert 55 kg-os súlycsoportban, kötöttfogásban. Egyszeres Európa-bajnoki bronzérmes birkózó. A 2018-as Akadémiai világbajnokságon aranyérmet szerzett 55 kg-ban.

## Sportpályafutása
A 2018-as birkózó-világbajnokságon a bronzérmet nyert. A mérkőzést a török nyerte 4–0-ra.